# Listă de serii cu cinci filme
Aceasta este o listă de serii cu cinci filme.

Legenda:
- (A) – Serie de filme 100% animate
- (a) – Serie de filme care nu sunt 100% animate și conțin filme artistice ca sequel sau prequel
- (TV) – film de televiziune
- (V) – direct pe video
- (*) – serial TV atașat

## Serii
- Aces Go Places (aka Mad Mission)
  1. Aces Go Places (1982)
  2. Aces Go Places 2 (1983)
  3. Aces Go Places 3 (1984)
  4. Aces Go Places 4 (1986)
  5. Aces Go Places 5 (1989)

- The Adventures of Sherlock Holmes and Dr. Watson
  1. Sherlock Holmes and Dr. Watson (1979)
  2. The Adventures of Sherlock Holmes and Dr. Watson (1980)
  3. The Hound of the Baskervilles (1981)
  4. The Treasures of Agra (1983)
  5. The Twentieth Century Approaches (1986)

- All for the Winner
  1. All for the Winner (1989)
  2. God of Gamblers II (1991)
  3. God of Gamblers III: Back to Shanghai (1991)
  4. The Top Bet (1991) (spin-off)
  5. The Saint of Gamblers (1995) (spin-off)
- American Girl
  1. Samantha: An American Girl Holiday (2004) (TV)
  2. Felicity: An American Girl Adventure (2005) (TV)
  3. Molly: An American Girl on the Home Front (2006) (TV)
  4. Kit Kittredge: An American Girl (2008)
  5. An American Girl: Chrissa Stands Strong (2009) (TV)
- American Ninja
  1. American Ninja (1985)
  2. American Ninja 2: The Confrontation (1987)
  3. American Ninja 3: Blood Hunt (1989)
  4. American Ninja 4: The Annihilation (1990)
  5. American Ninja V (1993)
- Andy Doyle
  1. Dial Red O (1955)
  2. Sudden Danger (1955)
  3. Calling Homicide (1956)
  4. Chain of Evidence (1957)
  5. Footsteps in the Night (1957)
- Antoine Doinel
  1. Les Quatre cents coups (The 400 Blows) (1959)
  2. L'Amour à vingt ans (Antoine and Colette) (1962)
  3. Baisers volés (Stolen Kisses) (1968)
  4. Domicile conjugal (Bed & Board) (1970)
  5. L'Amour en fuite (Love on the Run) (1979)
- Angélique
  1. Angélique, marquise des anges (1964)
  2. Merveilleuse Angélique (1965)
  3. Angélique et le roy (1966)
  4. Indomptable Angélique (1967)
  5. Angélique et le sultan (1968)
- Avatar: The Last Airbender *
  1. Avatar: The Fury of Aang (2006) (TV)
  2. Avatar: Secret of The Fire Nation (2006) (TV)
  3. Avatar: The Day of Black Sun (2007) (TV)
  4. Avatar: The Boling Rock (2008) (TV)
  5. Sozin's Comet: The Final Battle (2008) (TV)
- Benji *
  1. Benji (1974)
  2. For the Love of Benji (1977)
  3. Oh Heavenly Dog (1980)
  4. Benji the Hunted (1987)
  5. Benji: Off the Leash! (2004)
- Bonanza **
  1. Bonanza: The Movie (1988) (TV)
  2. Back to Bonanza (1993) (TV)
  3. Bonanza: The Return (1993) (TV)
  4. Bonanza: Under Attack (1995) (TV)
  5. Bonanza: The Next Generation (1995) (TV)
- Born Free *
  1. Born Free (1966)
  2. The Lions at World's End (1971)
  3. Living Free (1972)
  4. Born Free: A New Adventure (1995) (TV)
  5. To Walk with Lions (1999)
- Bringing Up Father
  1. Bringing Up Father (1946)
  2. Jiggs and Maggie in Society (1947)
  3. Jiggs and Maggie in Court (1948)
  4. Jiggs and Maggie in Jackpot Jitters (1949)
  5. Jiggs and Maggie Out West (1950)
- Bring It On
  1. Bring It On (2000)
  2. Bring It On Again (2004) (V)
  3. Bring It On: All or Nothing (2006) (V)
  4. Bring It On: In It to Win It (2007) (V)
  5. Bring It On: Fight to the Finish (2009) (V)
- Cagney & Lacey *
  1. Cagney & Lacey (1981) (TV) (Pilot of the TV series)
  2. Cagney & Lacey: The Return (1994) (TV)
  3. Cagney & Lacey: Together Again (1995) (TV)
  4. Cagney & Lacey: The View Through the Glass Ceiling (1995) (TV)
  5. Cagney & Lacey: True Convictions (1996) (TV)
- Casper * * *
  1. Casper (1995)
  2. Casper: A Spirited Beginning (1997) (TV)
  3. Casper Meets Wendy (1998) (TV)
  4. Casper's Haunted Christmas (2000) (V)
  5. Casper's Scare School (2006) (V)
- Child's Play
  1. Child's Play (1988)
  2. Child's Play 2 (1990)
  3. Child's Play 3 (1991)
  4. Bride of Chucky (1998)
  5. Seed of Chucky (2004)
- City Hunter **** (a)
  1. City Hunter: .357 Magnum (1989) (aka City Hunter: A Magnum of Love's Destination)
  2. City Hunter (1993) (Live-action)
  3. City Hunter: The Secret Service (1996) (TV)
  4. City Hunter: The Motion Picture (1996) (TV) (aka City Hunter: Goodbye, My Sweetheart)
  5. City Hunter: Death of the Vicious Criminal Ryo Saeba (1997) (aka Ciy Hunter: Death of Evil Ryo Saeba)
- The Cremaster Cycle
  1. Cremaster 4 (1995)
  2. Cremaster 1 (1996)
  3. Cremaster 5 (1997)
  4. Cremaster 2 (1999)
  5. Cremaster 3 (2002)
- Death Wish
  1. Death Wish (1974)
  2. Death Wish II (1982)
  3. Death Wish 3 (1985)
  4. Death Wish 4: The Crackdown (1987)
  5. Death Wish V: The Face of Death (1994)
- Dennis the Menace *** (a)
  1. Dennis the Menace: Dinosaur Hunter (1987)  (TV)
  2. Dennis the Menace (1993)
  3. Dennis the Menace Strikes Again (1998) (V)
  4. Dennis the Menace in Cruise Control (2002) (TV)
  5. A Dennis the Menace Christmas (2007) (V)
- Die Hard / Greu de ucis
  1. Greu de ucis (1988)
  2. Greu de ucis 2 (1990)
  3. Greu de ucis 3 (1995)
  4. Greu de ucis 4 (2007)
  5. A Good Day to Die Hard (2013)
- Dirty Harry / Inspectorul Harry
  1. Inspectorul Harry (1971)
  2. Forța pistolului (1973)
  3. Procurorul (1976)
  4. Întoarcerea inspectorului Harry (1983)
  5. Inspectorul Harry și jocul morții (1988)
- Dr. Dolittle
  1. Dr. Dolittle (1998)
  2. Dr. Dolittle 2 (2001)
  3. Dr. Dolittle 3 (2006) (V)
  4. Dr. Dolittle: Tail to the Chief (2008) (V)
  5. Dr. Dolittle: Million Dollar Mutts (2009) (V)
- Don Camillo *
  1. The Little World of Don Camillo (1952)
  2. The Return of Don Camillo (1953)
  3. Don Camillo's Last Round (1955)
  4. Don Camillo: Monsignor (1961)
  5. Don Camillo in Moscow (1965)
- The Fast and the Furious
  1. The Fast and the Furious (2001)
  2. 2 Fast 2 Furious (2003)
  3. The Fast and the Furious: Tokyo Drift (2006)
  4. Fast & Furious (2009) (interquel)
  5. Fast Five (2011) (interquel)
- Fantômas (Silent serials)
  1. Fantômas (1913)
  2. Juve Contre Fantômas (1913)
  3. Le Mort Qui Tue (1913)
  4. Fantômas contre Fantômas (1914)
  5. Le Faux Magistrat (1914)
- Final Destination
  1. Final Destination (2000)
  2. Final Destination 2 (2003)
  3. Final Destination 3 (2006)
  4. Final Destination 4 (2009)
  5. Final Destination 5 (2011)
- Frankenstein (Universal)
  1. Frankenstein (1931)
  2. Bride of Frankenstein (1935)
  3. Son of Frankenstein (1939)
  4. Ghost of Frankenstein (1942)
  5. House of Frankenstein (1944)
- Frosty the Snowman (A)
  1. Frosty the Snowman (1969) (TV)
  2. Frosty's Winter Wonderland (1976) (TV)
  3. Rudolph and Frosty's Christmas in July (1979) (TV)
  4. Frosty Returns (1992) (TV)
  5. The Legend of Frosty the Snowman (2005) (V)
- Fu Manchu (Christopher Lee series)
  1. The Face of Fu Manchu (1965)
  2. The Brides of Fu Manchu (1966)
  3. The Vengeance of Fu Manchu (1967)
  4. The Blood of Fu Manchu (1968)
  5. The Castle of Fu Manchu (1969)
- Gamma I
  1. I criminali della galassia (1965)
  2. I diafanoidi vengono da Marte (1966)
  3. Il pianeta errante (1966)
  4. La morte viene dal pianeta Aytin (1967)
  5. The Green Slime (1968)
- The Gambler
  1. Kenny Rogers as The Gambler (1980) (TV)
  2. Kenny Rogers as The Gambler: The Adventure Continues (1983) (TV)
  3. Kenny Rogers as The Gambler, Part III: The Legend Continues (1987) (TV)
  4. The Gambler Returns: The Luck of the Draw (1991) (TV)
  5. Gambler V: Playing for Keeps (1994) (TV)
- The Gods Must Be Crazy
  1. The Gods Must Be Crazy (1980)
  2. The Gods Must Be Crazy II (1988)
  3. Crazy Safari (1991)
  4. Crazy Hong Kong (1993)
  5. The Gods Must Be Funny in China (1994)
- Goliath
  1. Terror dei Barbari (Terror of the Barbarians) (1959)
  2. Golia contro i giganti (Goliath Against the Giants) (1960)
  3. Golia e la schiava ribelle (Goliath and the Rebel Slave) (1963)
  4. Golia e il cavaliere mascherato (Goliath and the Masked Rider) (1963)
  5. Golia alla conquista di Bagdad (Goliath at the Conquest of Baghdad) (1964)
- Gunsmoke *
  1. Gunsmoke: Return to Dodge (1987) (TV)
  2. Gunsmoke: The Last Apache (1990) (TV)
  3. Gunsmoke: To the Last Man (1992) (TV)
  4. Gunsmoke: The Long Ride (1993) (TV)
  5. Gunsmoke: One Man's Justice (1994) (TV)
- Harry Palmer
  1. The Ipcress File (1965)
  2. Funeral In Berlin (1966)
  3. Billion Dollar Brain (1967)
  4. Bullet to Beijing (1995) (TV)
  5. Midnight in Saint Petersburg (1996) (TV)
- Highlander *
  1. Highlander (1986)
  2. Highlander II: The Quickening (1991)
  3. Highlander III: The Sorcerer (1994)
  4. Highlander: Endgame (2000)
  5. Highlander: The Source (2006)(V)
- Home Alone
  1. Home Alone (1990)
  2. Home Alone 2: Lost in New York (1992)
  3. Home Alone 3 (1997)
  4. Home Alone 4: Taking Back the House (2002) (TV)
  5. Home Alone: The Holiday Heist (2012) (TV)
- Immenhof
  1. Die Mädels vom Immenhof (1955)
  2. Hochzeit auf Immenhof (1956)
  3. Ferien auf Immenhof (1957)
  4. Die Zwillinge vom Immenhof (1973)
  5. Frühling auf Immenhof (1974)
- The Invisible Man (Universal)
  1. The Invisible Man (1933)
  2. The Invisible Man Returns (1940)
  3. The Invisible Woman (1940)
  4. Invisible Agent (1942)
  5. The Invisible Man's Revenge (1944)
- Jackass *
  1. Jackass: The Movie (2002)
  2. Jackass Number Two (2006)
  3. Jackass 2.5 (2007) (V)
  4. Jackass 3D (2010)
  5. Jackass 3.5 (2011) (V)
- Jason Friedberg and Aaron Seltzer parody universe
  1. Scary Movie (2000)
  2. Date Movie (2006)
  3. Epic Movie (2007)
  4. Meet the Spartans (2008)
  5. Disaster Movie (2008)
- Jimmy Neutron **
  1. Jimmy Neutron: Boy Genius (2001)
  2. Jimmy Neutron: The Egg-pire Strikes Back (2003) (TV)
  3. Jimmy Neutron: Rescue Jet Fusion (2003) (TV)
  4. Jimmy Neutron: Win, Lose, and Kaboom (2004) (TV)
  5. Jimmy Neutron: The League of Villains (2005) (TV)
- John and Kajsa Hillman
  1. Damen i svart (1958)
  2. Mannekäng i rött (1958)
  3. Ryttare i blått (1959)
  4. Vita frun (1962)
  5. Den gula bilen (1963)
- Kickboxer
  1. Kickboxer (1989)
  2. Kickboxer 2: The Road Back (1991)
  3. Kickboxer 3: The Art of War (1992) (V)
  4. Kickboxer 4: The Aggressor (1994) (V)
  5. Kickboxer 5: The Redemption (1995) (V)
- Lassie ** (a)
  1. The Adventures of Neeka (1968) (TV)
  2. Peace is Our Professions (1970) (TV)
  3. Well of Love (1970) (TV)
  4. Sound of Joy (1972) (TV)
  5. Lassie and the Spirit of Thunder Mountain (1972) (TV)
- Lausbubengeschichten
  1. Lausbubengeschichten (1964)
  2. Tante Frieda - Neue Lausbubengeschichten (1965)
  3. Onkel Filser - Allerneueste Lausbubengeschichten (1966)
  4. Wenn Ludwig ins Manöver zieht (1967)
  5. Ludwig auf Freiersfüßen (1969)
- Lupin III ***
  1. Mystery of Mamo (1978)
  2. The Castle of Cagliostro (1979)
  3. Lupin III: Legend of the Gold of Babylon (1985)
  4. Farewell to Nostradamus (1995)
  5. Rupan Sansei: Dead or Alive (1996)
- Madea Simmons *
  1. Diary of a Mad Black Woman (2005)
  2. Madea's Family Reunion (2006)
  3. Meet the Browns (2008)
  4. Madea Goes to Jail (2009)
  5. I Can Do Bad All By Myself (2009)
- Mobile Suit Gundam *
  1. Mobile Suit Gundam (1981)
  2. Mobile Suit Gundam II: Soldiers of Sorrow (1981)
  3. Mobile Suit Gundam III: Encounters in Space (1982)
  4. Mobile Suit Gundam: Char's Counterattack (1988)
  5. Mobile Suit Gundam F91 (1991)
- Monty Python *
  1. Monty Python's And Now For Something Completely Different (1974)
  2. Monty Python and the Holy Grail (1975)
  3. Monty Python's Life of Brian (1979)
  4. Monty Python Live at the Hollywood Bowl (1982)
  5. Monty Python's The Meaning of Life (1983)
- Mr. Wong
  1. Mr. Wong (1961)
  2. Mr. Wong vs. Mistico (1964)
  3. Mr. Wong and the Bionic Girls (1977)
  4. Mr. Wong Meets Jesse & James (1982)
  5. Legend of the Lost Dragon (1989)
- Mr. Vampire
  1. Mr. Vampire (1985)
  2. Mr. Vampire II (1986)
  3. Mr. Vampire III (1987)
  4. Mr. Vampire IV (1988)
  5. Mr. Vampire V (1992)
- The Mummy (Universal)
  1. The Mummy (1932)
  2. The Mummy's Tomb (1940)
  3. The Mummy's Hand (1942)
  4. The Mummy's Ghost (1944)
  5. The Mummy's Curse(1944)
- The Munsters ** (a)
  1. Munster, Go Home! (1966)
  2. The Mini-Munsters (1973) (TV) (animated)
  3. The Munsters' Revenge (1981) (TV)
  4. Here Come the Munsters (1995) (TV)
  5. The Munsters' Scary Little Christmas (1996) (TV)
- Murder, She Wrote **
  1. The Murder of Sherlock Holmes (1984) (TV)
  2. Murder, She Wrote: South by Southwest (1997) (TV)
  3. Murder, She Wrote: A Story to Die For (2000) (TV)
  4. Murder, She Wrote: The Last Free Man (2001) (TV)
  5. Murder, She Wrote: The Celtic Riddle (2003) (TV)
- Naruto Shippūden
  1. Naruto: Shippūden the Movie (2007)
  2. Naruto Shippūden 2: Bonds (2008)
  3. Naruto Shippūden 3: Inheritors of the Will of Fire (2009)
  4. Naruto Shippūden 4: The Lost Tower (2010)
  5. Naruto Shippūden 5: Blood Prison (2011)
- National Lampoon's Vacation *
  1. O vacanță de tot râsul (1983)
  2. Vacanță prin Europa (1985)
  3. Un Crăciun de neuitat (1989)
  4. Vacanță în Las Vegas (1997)
  5. Vacanță de Crăciun 2 (2003)
- Olsenbanden Jr.
  1. Olsen-banden Junior (2001)
  2. Olsenbanden Jr. Går under Vann (2003)
  3. Olsenbanden Jr. På Rocker'n (2004)
  4. Olsenbanden Jr. på Circus (2005)
  5. Olsenbanden Jr. og Sølvgruvens hemmelighet (2007)
- The Original Kings of Comedy *
  1. The Original Kings of Comedy (2000)
  2. The Queens of Comedy (2001) (V)
  3. The Original Latin Kings of Comedy (2002)
  4. Kims of Comedy (2005) (TV)
  5. The Comedians of Comedy (2005)
- Otto
  1. Otto - Der Film (1985)
  2. Otto - Der Neue Film (1987)
  3. Otto - Der Außerfriesische (1989)
  4. Otto - Der Liebesfilm (1992)
  5. Otto - Der Katastrofenfilm (2000)
- The Past-Master
  1. The Past-Master (1970)
  2. The Past-Master on Excursion (1980)
  3. The Past-Master-Farmer (1981)
  4. The Past-Master at the Seaside (1982)
  5. The Past-Master - Boss (1983)
- Pippi Longstocking * *
  1. Pippi Longstocking (1969)
  2. Pippi Goes on Board (1969)
  3. Pippi on the Run (1970)
  4. Pippi in the South Seas (1970)
  5. The New Adventures of Pippi Longstocking (1988)
- Planet of the Apes * *
  1. Planet of the Apes (1968)
  2. Beneath the Planet of the Apes (1970)
  3. Escape from the Planet of the Apes (1971)
  4. Conquest of the Planet of the Apes (1972)
  5. Battle for the Planet of the Apes (1973)
- The Prophecy
  1. The Prophecy (1995)
  2. The Prophecy II (1998) (V)
  3. The Prophecy 3: The Ascent (2000) (V)
  4. The Prophecy: Uprising (2005) (V)
  5. The Prophecy: Forsaken (2005) (V)
- Psycho
  1. Psycho (1960)
  2. Psycho II (1983)
  3. Psycho III (1986)
  4. Bates Motel (1987) (TV) (pilot)
  5. Psycho IV: The Beginning (1990) (also prequel) (TV)
- Rabun
  1. Rabun (2003)
  2. Sepet (2004)
  3. Gubra (2006)
  4. Mukhsin (2007)
  5. Muallaf (2008)
- Ralphie Parker
  1. The Phantom of the Open Hearth (1976) (TV)
  2. The Great American Fourth of July and Other Disasters (1982) (TV)
  3. A Christmas Story (1983)
  4. Ollie Hopnoodle's Haven of Bliss (1988) (TV)
  5. My Summer Story (1994) (aka It Runs in the Family)
- Resident Evil
  1. Resident Evil (2002)
  2. Resident Evil: Apocalypse (2004)
  3. Resident Evil: Extinction (2007)
  4. Resident Evil: Afterlife (2010)
  5. Resident Evil: Retribution (2012)
- Return of the Living Dead
  1. The Return of the Living Dead (1985)
  2. Return of the Living Dead Part II (1988)
  3. Return of the Living Dead Part III (1993)
  4. Return of the Living Dead: Necropolis (2005) (TV)
  5. Return of the Living Dead: Rave from the Grave (2005) (TV)
- Saint Seiya
  1. The Legend of the Golden Apple (1987)
  2. The Heated Battle of the Gods (1988)
  3. Legend of Crimson Youth (1988)
  4. Warriors of the Final Holy Battle (1989)
  5. Heaven Chapter ~ Overture (2004)
- Sällskapsresan
  1. Sällskapsresan (1980)
  2. Sällskapsresan 2 - Snowroller (1985)
  3. S.O.S. - En segelsällskapsresa (1988)
  4. Den ofrivillige golfaren (1991)
  5. Hälsoresan – En smal film av stor vikt (1999)
- Samson
  1. Sansone (Samson) (1961)
  2. Sansone contro i pirati (Samson Vs. The Pirates) (1963)
  3. Ercole sfida Sansone (Hercules Challenges Samson) (1963)
  4. Sansone contro il corsaro nero (Samson Vs. the Black Pirate) (1963)
  5. Ercole, Sansone, Maciste e Ursus gli invincibili (Hercules, Samson, Maciste and Ursus: the Invincibles) (1964) (aka Combate dei Gigantes)
- Scanners
  1. Scanners (1981)
  2. Scanners II: The New Order (1991) (V)
  3. Scanners III: The Takeover (1992) (V)
  4. Scanner Cop (1994) (V)
  5. Scanners: The Showdown (aka Scanner Cop II: Volkin's Revenge) (1995) (V)
- Scary Movie
  1. Scary Movie (2000)
  2. Scary Movie 2 (2001)
  3. Scary Movie 3 (2003)
  4. Scary Movie 4 (2006)
  5. Scary Movie 5 (2013)
- Sherlock Holmes (1931 series with Arthur Wontner)
  1. The Sleeping Cardinal (1931)
  2. The Missing Rembrandt (1932)
  3. The Sign of Four (1932)
  4. The Triumph of Sherlock Holmes (1935)
  5. Silver Blaze (1937)

- Silent Night, Deadly Night
  1. Silent Night, Deadly Night (1984)
  2. Silent Night, Deadly Night Part 2 (1987)
  3. Silent Night, Deadly Night 3: Better Watch Out! (1989) (V)
  4. Initiation: Silent Night, Deadly Night 4 (1990) (V)
  5. Silent Night, Deadly Night 5: The Toy Maker (1992) (V)
- Slayers *
  1. Slayers: The Motion Picture (1995)
  2. Slayers Return (1996)
  3. Slayers Great (1997)
  4. Slayers Gorgeous (1998)
  5. Slayers Premium (2001)
- Space Battleship Yamato **** (A)
  1. Space Battleship Yamato (1974)
  2. Yamato: The New Voyage (1977)
  3. Farewell to Space Battleship Yamato (1979)
  4. Be Forever Yamato (1981)
  5. Final Yamato (1983)
- The Street Fighter
  1. The Street Fighter (1974)
  2. Return of the Street Fighter (1974)
  3. The Street Fighter's Last Revenge (1974)
  4. Kozure Satsujin Ken (aka Karate Warriors) (1974)
  5. Sister Street Fighter (1974)
- The Toxic Avenger *
  1. The Toxic Avenger (1985)
  2. The Toxic Avenger Part II (1989)
  3. The Toxic Avenger Part III: The Last Temptation of Toxie (1989)
  4. The Toxic Crusaders (1991) (TV) (V) (animated)
  5. Citizen Toxie: The Toxic Avenger IV (2000)
- The Twilight Saga
  1. Twilight (2008)
  2. New Moon (2009)
  3. Eclipse (2010)
  4. Breaking Dawn – Part 1 (2011)
  5. Breaking Dawn – Part 2 (2012)
- Vi på Saltkråkan **
  1. Tjorven, Båtsman och Moses (1964)
  2. Tjorven och Skrållan (1965)
  3. Tjorven och Mysak (1966)
  4. Skrållan, Ruskprick och Knorrhane (1967)
  5. Vi på Saltkråkan (1968)
- Yeogo goedam
  1. Whispering Corridors (1998)
  2. Memento Meri (1999)
  3. Wishing Stairs (2003)
  4. Voice (2005)
  5. A Blood Pledge (2009) (aka Suicide Pact)
- Zorro (serials)
  1. Zorro Rides Again (1937)
  2. Zorro's Fighting Legion (1939)
  3. Zorro's Black Whip (1944)
  4. Son of Zorro (1947)
  5. Ghost of Zorro (1949)